# Cratere Dürer
Dürer è un cratere d'impatto presente sulla superficie di Mercurio, a 21,55° di latitudine nord e 119,18° di longitudine ovest. Il suo diametro è pari a 195 km.
Il cratere è dedicato al pittore tedesco Albrecht Dürer.